# Karl Schwarzschild
Karl Schwarzschild (Francoforte sul Meno, 9 ottobre 1873 – Potsdam, 11 maggio 1916) è stato un matematico, astronomo e astrofisico tedesco.
Legò il proprio nome all'astrofisica moderna: dalla spettroscopia alla teoria dell'evoluzione stellare, effettuando diversi studi su modelli teorici di atmosfere stellari grazie alla scoperta dell'effetto fotografico che porta il suo nome ("effetto Schwarzschild") e che consiste nella perdita di sensibilità delle emulsioni fotografiche sensibili in condizioni di bassa luminosità o di tempi di posa molto lunghi.

## Biografia
Karl Schwarzschild (in yiddish: קארל שווארצשילד) nacque il 9 ottobre 1873 a Francoforte sul Meno da un'agiata famiglia ebraica. Fu il fratello maggiore del pittore Alfred Schwarzschild. A scuola dimostrò un'eccezionale abilità per la matematica e le scienze correlate (fisica e chimica in primo luogo). Qui iniziò ad appassionarsi all'astronomia che continuò poi a studiare alle scuole superiori.
Nel 1889-1890, adolescente, pubblicò i primi lavori sulla rivista Astronomische Nachrichten: due articoli sulla determinazione delle orbite di stelle doppie. Nel 1896 ottenne il dottorato di ricerca in astronomia all'università di Monaco di Baviera con la massima votazione possibile, summa cum laude. L'anno successivo, nel 1897, fu assunto come assistente all'osservatorio Kuffner, alla periferia di Vienna. Durante il periodo viennese pubblicò articoli sulla spettroscopia delle atmosfere stellari e sulla determinazione della magnitudine stellare.
Nel 1900 tornò a Monaco di Baviera. Pubblicò un articolo sul fenomeno della repulsione della coda delle comete da parte del Sole durante l'avvicinamento alla nostra stella, in previsione del passaggio, nel 1910, della Cometa di Halley. Nel 1901 divenne direttore dell'osservatorio astronomico di Gottinga. Grande amico di David Hilbert e di Hermann Minkowski, amici che si stimavano reciprocamente, partecipò al progetto, ispirato da Hilbert, di matematizzazione della fisica, progetto al quale successivamente si aggregò anche Minkowski, il quale, dopo la pubblicazione nel 1905 della teoria di Einstein sulla Relatività, fu stimolato da Hilbert e da Schwarzschild ad indagare la struttura stessa della Relatività.
Nel biennio 1907-1908 scoprì l'effetto Schwarzschild, su cui si basano oggi i moderni metodi per fotografare le stelle più distanti. Questo preciso metodo fotometrico, basato su una scala cromatica, l'indice di colore di Schwarzschild, diventò indispensabile per classificare le stelle con un metodo quantitativo. Lo scienziato non richiese il brevetto sul metodo appena scoperto, che trovò, quindi, ampia diffusione a livello mondiale. Nel 1909 Schwarzschild ottenne il prestigioso incarico di direttore dell'osservatorio astrofisico di Potsdam, non lontano dalla capitale Berlino, incarico che mantenne fino alla morte, nel 1916.
Nel lustro 1911-1916, indipendentemente da Arnold Sommerfeld, teorizzò le regole generali di quantizzazione, teorizzò la fisica degli spettri atomici contemporaneamente a Niels Bohr e trovò una soluzione esatta delle equazioni di campo di Einstein, il cui articolo sulla relatività generale ebbe modo di leggere nel 1915, mentre si trovava al fronte, mantenendosi a stretto contatto con la Scuola di Hilbert a Gottinga. Pur ignorando (come tutti gli scienziati dell'epoca) la vera natura dell'energia stellare, Schwarzschild iniziò a studiarne i meccanismi di produzione e di trasporto energetico: concluse che le stelle non possono generare calore e luce tramite semplici reazioni chimiche, poiché esaurirebbero il loro combustibile in qualche decina di migliaia di anni: si sapeva da tempo che la vita di una stella come il Sole, una stella nana, è di circa 10 miliardi d'anni. Preconizzò, così, tutta la moderna teoria dell'evoluzione stellare (successivamente enunciata da Eddington nel decennio 1920-1930) esponendo il principio dell'equilibrio radiativo.
Durante questo periodo, dedicandosi alla risoluzione delle equazioni relativistiche di campo scoperte da Einstein, per primo ipotizzò quella che adesso costituisce la frontiera estrema della fisica: la possibilità di comprimere totalmente la materia entro un raggio sferico limitato da un fattore superiore a 1014, prevedendo in tal modo la possibile esistenza, all'epoca un'ipotesi fantastica, dei buchi neri, e scoprendo la formula che ne definisce le proprietà, cioè la cattura gravitazionale al loro interno di tutte le radiazioni elettromagnetiche incidenti.
Pubblicò e divulgò le conclusioni dei suoi studi nella corrispondenza intrattenuta dal fronte con Einstein; il 15 novembre 1915 Albert Einstein scoprì le equazioni di campo della relatività generale, poi stampate sul numero di novembre degli Atti dell'accademia delle scienze prussiana. Allora Schwarzschild rese note le sue soluzioni inviando ad Einstein, il 16 gennaio 1916, un primo articolo nel quale presentava la prima soluzione esatta di quelle equazioni.
Nel settembre 1914, iniziata da un mese la prima guerra mondiale, si arruolò volontario e fu spedito nelle retrovie del fronte occidentale, nel Belgio occupato, dove diresse una stazione meteorologica. Successivamente, nel 1915, fu trasferito sul fronte orientale russo come tenente di artiglieria con l'incarico di eseguire calcoli balistici e dove scoprì le prime soluzioni esatte delle equazioni di campo einsteiniane. Lì contrasse il pemfigo, una malattia autoimmune della pelle; gravemente malato e diventato invalido, tornò dal fronte russo nel marzo del 1916, morendo a Potsdam alcuni mesi dopo.
Anche suo figlio Martin Schwarzschild è stato un famoso astronomo.

## Opere
I suoi studi di astrofisica teorica apportarono contributi fondamentali alla teoria della relatività generale del contemporaneo Albert Einstein: Schwarzschild riuscì a scegliere condizioni di approssimazioni tali che gli permisero di risolvere le equazioni di campo einsteiniane in maniera esatta, laddove Einstein medesimo aveva sostenuto che sarebbe stato difficile trovare soluzioni analitiche, meravigliandosi e complimentandosi con il collega per la fortunata scelta.
Come conseguenza delle sue soluzioni, nel 1938 Robert Oppenheimer e Lev Landau trattarono la prima teorizzazione dell'implosione della massa stellare, prima parziale (stella di neutroni), poi totale, nella quale la stella, crollando sotto il proprio peso, si riduce fino alle dimensioni puntiformi delle "singolarità gravitazionali", entità che si trovano al limite delle possibilità descrittive della relatività e della meccanica quantistica (concetto di "buco nero").
Schwarzschild affermò la realtà fisica della singolarità gravitazionale, che portò in tempi successivi alla convinzione dell'esistenza dei buchi neri, ma ammise che questi "mostri siderali" potevano essere frutto di modelli matematici e quindi avrebbero potuto anche non esistere nella realtà. In effetti egli stesso si accorse che nella sua soluzione esistevano due tipi di singolarità: una effettivamente fisica, ineliminabile, l'altra eliminabile tramite un cambio di coordinate di riferimento. Oggi l'esistenza dei buchi neri è ampiamente accettata in astrofisica e resa evidente dalle osservazioni, come la fotografia dell'orizzonte degli eventi del buco nero supermassiccio al centro della galassia Virgo A, ottenuta nel 2019 grazie ai radiotelescopi dell'Event Horizon Telescope.

## Riconoscimenti
Gli è stato dedicato un cratere di 212 km di diametro sulla Luna.
Il suo nome è stato dato a una medaglia che viene assegnata ad astronomi e astrofisici, la Medaglia Karl Schwarzschild.